# Gottesheim
Gottesheim är en kommun i departementet Bas-Rhin i regionen Grand Est (tidigare regionen Alsace) i nordöstra Frankrike. Kommunen ligger i kantonen Saverne som tillhör arrondissementet Saverne. År 2022 hade Gottesheim 355 invånare.

## Befolkningsutveckling
Antalet invånare i kommunen Gottesheim
| Referens: INSEE |